# 凱文·歐文斯
凱文·史汀（英語：Kevin Steen，1984年5月7日—）是加拿大職業摔角選手，目前受聘於世界摔角娛樂，並以「凱文·歐文斯」（Kevin Owens）為擂台名稱，在Raw品牌亮相。
史汀於2000年開始他的職業生涯，當時年僅16歲。 在2014年末加入WWE之前，從2007年開始，史汀以其本名在榮耀擂臺（ROH）進行摔角，在那裡他拿下ROH世界冠軍和ROH世界雙打冠軍。
他曾在WWE發展品牌NXT上以凱文·歐文斯的擂台名進行摔角，並拿下一次的NXT冠軍， 此後於2015年5月在主秀中首次亮相。從那以後，他總計拿下一次的環球冠軍、兩次洲際冠軍和三次美國冠軍。

## 早期生活
凱文·史汀於1984年5月7日出生 在魁北克省的聖讓河畔黎塞留， 在蒙特利尔以東18英里的瑪麗維爾長大。他有一個兄弟叫愛德華。他是法裔加拿大人，並以法語為母語。 他在青少年時期透過看《WWE Monday Night Raw》的方式來學習英文。 史汀參加過冰上曲棍球、足球和棒球等運動，但從未考慮過成為職業選手，特別是在11歲因踢足球而受傷的緣故，而在他和父親看完摔角狂熱XIDiesel與尚恩·麥可的比賽錄影帶後就考慮成為職業摔角選手。

## 職業摔角生涯
在2020年10月的WWE選秀中，歐文斯被選入SmackDown品牌。 在10月30日的SmackDown中，歐文斯擊敗多夫·錫格勒，取得參加強者生存SmackDown團隊的資格。 在強者生存中，SmackDown團隊遭Raw團隊擊敗。 在這之後，歐文斯要求挑戰羅曼·瑞恩斯的WWE環球冠軍頭銜，分別在TLC大賽及皇家大戰進行比賽，但皆未能獲勝。

## 個人生活
史汀和他的妻子卡琳娜（Karina） 育有一個兒子，名為歐文（Owen）（以歐文·哈特的名字命名–歐文斯為哈特和他的兒子獻上了自己的WWE擂台名） 和一個名為埃洛迪·萊拉（ÉlodieLeila）的女兒。

## 冠軍經歷及成就
- 全美摔角（英语：All American Wrestling）
  - AAW重量級冠軍（英语：AAW Heavyweight Championship）（一次）[22]
- 戰鬥區摔角（英语：Combat Zone Wrestling）
  - CZW鐵人冠軍（英语：CZW Iron Man Championship）[23]
- 精英摔角革命（Elite Wrestling Revolution）
  - EWR重量級冠軍（EWR Heavyweight Championship）（一次）
- 國際摔角集團（英语：International Wrestling Syndicate）
  - IWS加拿大冠軍（IWS Canadian Championship）（一次）
  - IWS世界重量級冠軍（IWS World Heavyweight Championship）（三次）
- 職業摔角游擊隊（英语：Pro Wrestling Guerrilla）
  - PWG世界冠軍（英语：PWG World Championship）（三次）
  - PWG World Tag Team Championship（英语：PWG世界雙打冠軍）（三次）– 與薩米·賽恩（英语：Sami Zayn）（二次）和蘇柏·德拉貢（英语：Super Dragon）（一次）
- 職業摔角畫報
  - PWI 500-第3名（2017年）[24]
- 榮耀擂臺摔角（英语：Ring of Honor）
  - ROH世界冠軍（英语：ROH World Championship）[5]
  - ROH世界雙打冠軍（英语：ROH World Tag Team Championship）[6]
- 世界摔角娛樂
  - NXT冠軍（一次）[7]
  - WWE環球冠軍（一次）[25]
  - WWE洲際冠軍（二次）[8]
  - WWE美國冠軍（三次）[9]

## 外部連結
- 凱文·歐文斯在WWE官方網站的介紹 （页面存档备份，存于）（英文）
- 凱文·史汀在互联网电影资料库（IMDb）上的資料（英文）